# Juan Alfonso Valle
Juan Alfonso Valle (1905 - ?) fou un futbolista peruà.
Va formar part de l'equip peruà a la Copa del Món de 1930, però no hi disputà cap partit. Pel que fa a clubs, jugà al Circolo Sportivo Italiano.